# 金龍煥 (独立運動家)
金 龍煥（キム・ヨンファン、김용환、1887年 - 1949年）は、朝鮮の独立運動家。

## 生涯

### 独立運動
義城金氏鶴峰派（학봉파）の子孫で、鶴峰と号した金誠一の13代の宗孫として生まれた。幼年時代に、祖父のいとこであり、義兵長だった金興洛（김흥락）が日本軍に殺される姿を目撃し、抗日の意を抱いた。
1908年には義兵長の李康秊、1911年には金サンテ（김상태）義人などの下で義兵活動をしながら、一方で独立軍基地開拓のため渡満した独立運動者たちと連絡をとり、巨額の軍資金を動かしたが、このことで日帝に3回も逮捕され、自白したこともあった。
三・一運動後は、義勇団で書記を歴任して活動した。富豪を対象に軍資金募集活動を行い、1922年に再び日帝に逮捕された。彼が調達した軍資金は現在の時価に換算すれば300億ウォン相当ともいう。彼は独立運動への関与を隠すため、賭博で宗家の財産をすべて飛ばしたばくち打ちとして行動した。このため彼は、破落戶（ファラクホ：家の資産を消尽する放蕩者）と呼ばれた。

## 死後
1995年、大韓民国政府から、建国勲章愛族章が追贈された。
金龍煥の一人娘である金フウン（김후웅）夫人は、父親に建国勲章が追贈された1995年に「우리 아배 참봉 나으리（私たちのお父さんに捧げる）」と題した書簡文を発表した。